# Voronivtsi (raïon de Khmilnyk)
Voronivtsi (en ukrainien : Воронівці ; en russe : Вороновцы ; en polonais : Woronińce) est un village d'Ukraine, situé dans raïon de Khmilnyk, dans l'oblast de Vinnytsia. Situé à 25 km de la ville de Khmilnyk, le village a une population de 527 personnes.

## Origine du nom
Le nom vient du nom de famille du chef de la fortification sur les rives de la rivière Snyvoda (uk) : Voron ou Vorona. Le fort a été fondé dans la seconde moitié du xve siècle. Plus tard, il a été renforcé à la demande du staroste de Bratslav Constantin Ostrogski et Przecław Lanckoroński, staroste de Kamianets. La colonie était située à la frontière des possessions polono-lituaniennes et tatares. Initialement, elles se composait de plusieurs fortifications le long des gués de la Snyvoda, jusqu'au confluent avec la Vytkhla (uk). Jusqu'aux années 1920 et 1930, la colonie s'appelait Voronintsy.
La rivière Batijok (uk) se jette dans la rivière Snyvoda (uk) au niveau de Voronivtsi.

## Histoire
Le lieu est habité depuis longtemps. Les archéologues ont découvert une colonie de l'âge du bronze tardif, la culture Bilogroudiv (uk) des xie et ixe siècles av. J.-C., une colonie de l'âge du fer et une colonie slave des viie et viiie siècles.
Selon certaines légendes, c'est près de Voronivtsi, sur les rives de la rivière Snyvoda (uk) (littéralement, Eau bleue), qu'aurait eu lieu en 1362 la grande bataille des Eaux-Bleues entre les forces unies russo-lituaniennes dirigées par le prince Olgerd contre les khans de la Horde d'or. Aujourd'hui, trois tombes nous le rappellent.
En 1508, une bataille a vu les Tatars être vaincus par le castellan de Lviv Jan Kamieniecki.
En 1847-1848, le compositeur hongrois, pianiste virtuose et chef d'orchestre Franz Liszt a visité le domaine de Woronińce de la princesse Carolyne de Sayn-Wittgenstein. Ici, il a créé un cycle d'œuvres musicales appelé Glanes de Woronince. Un natif du village, le sculpteur Mykola Shakula, a créé un mémorial au maestro, qui a été inauguré en 2008.
En 1898, 1 308 orthodoxes vivaient ici. Des catholiques et des juifs y vivaient également.
Au moins 307 habitants du village sont morts lors du Holodomor des années 1932-1933.

## Personnalités liées à la localité
Sont nés dans le village :
- Marie de Hohenlohe-Schillingsfürst (1837-1920) : princesse autrichienne ;
- Valéri Semenovytch Protoriev (uk) (1924-1997) : sculpteur, céramiste ;
- Volodymyr Féodossiovytch Otcheretnyi (uk) (1938-2005) : journaliste.